# Takuma Aoshima
Takuma Aoshima (født 6. april 1993) er en japansk fodboldspiller, som spiller for den japanske fodboldklub Blaublitz Akita.